# パートン
素粒子物理学において、パートン模型（パートンもけい parton model）または部分子模型（ぶぶんしもけい）とは、1969年にリチャード・ファインマンにより提案された高エネルギーハドロン衝突を解析するためのモデルである。後にパートンは現在一般にクォークやグルーオンと呼ばれているものと同じものであることが判明した。したがって、パートンの性質や間接的に付随する物理理論についてより詳細な情報をクォークの項に見ることができる。

## 模型

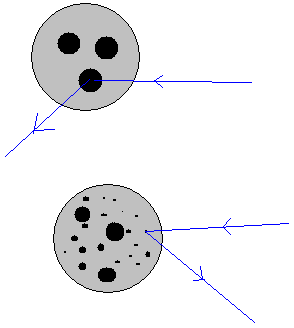
価パートンしか感じない散乱粒子と、よりエネルギーが高く海パートンを検知する散乱粒子

この模型では、ハドロン（たとえば陽子）は「パートン」と呼ばれる点状構成要素からなるとされる。加えて、ハドロンが無限大の運動量を持つような（したがって高エネルギーにおける振舞いを記述するのに適した）基準系を用いるものとする。すると、パートンの動きは相対論的時間の遅れにより遅くなり、ハドロンの電荷分布はローレンツ収縮を受け、したがって入射粒子は「瞬時にかつインコヒーレントに」散乱される。
パートン模型はジェームズ・ビョルケンとエマニュエル・パショスによりすぐに電子・陽子深部非弾性散乱実験結果に適用された。その後、クォーク模型を検証し、量子色力学における漸近的自由性を確認するビョルケン・スケーリングの実験的観測が成され、パートンはクォークおよびグルーオンと整合した。パートン模型は依然として高エネルギー近似において正当であり、長年にわたって拡張されている。
パートン模型では、パートンはある物理スケール（やりとりされる運動量の逆数で測られる）に対して定義される。たとえば、ある長さスケールのクォークパートンはより小さいスケールではクォークパートン状態やグルーオンパートン状態、その他のより多くのパートン状態の重ね合わせで表現されうる。同様に、あるスケールのグルーオンパートンはグルーオンパートン状態とグルーオンパートン、クォーク・反クォークパートンや他の複数パートン状態との重ね合わせに分解することができる。このため、ハドロンの中のパートンの数はやりとりされる運動量が増えるにつれて実際に増える。低エネルギー（つまり長い長さスケール）では、バリオンは三つの価パートン（クォーク）を、中間子は二つの価パートン（クォークおよび反クォーク）を含む。しかし、より高エネルギーでは「海パートン（非価パートン）」も観測される。

## パートン分布関数

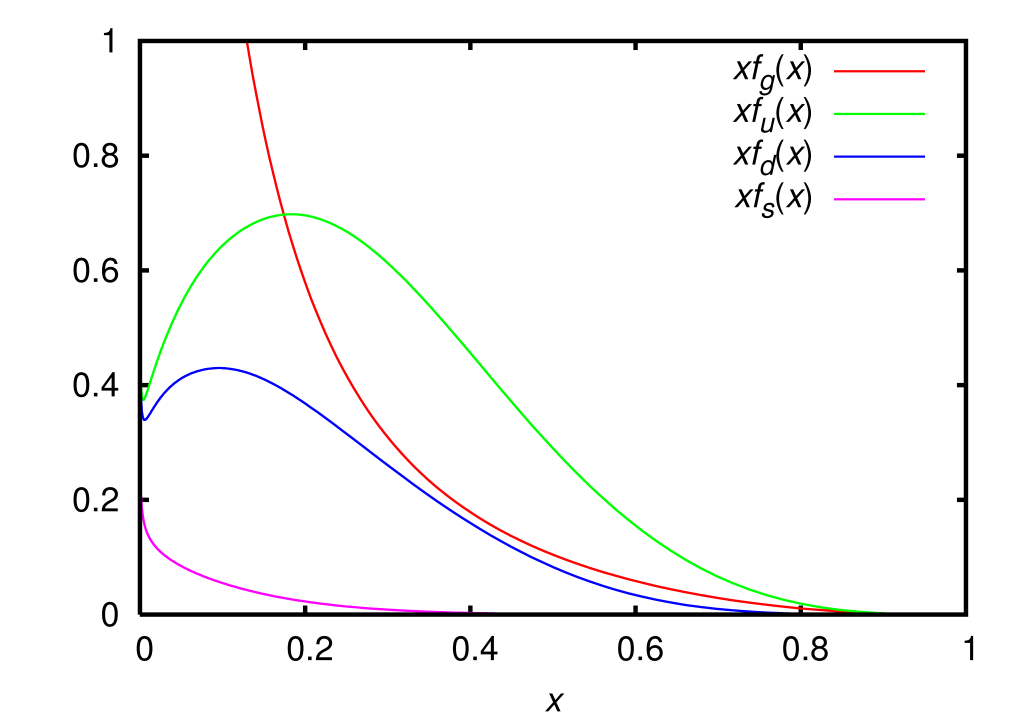
CTEQ6 パートン分布関数。MS 繰り込み処方を Q = 2 GeV で用いてある。グルーオン（赤）、アップクォーク（緑）、ダウンクォーク（青）、ストレンジクォーク（紫）。縦運動量の逆数 x と分布関数 f の積を x に対してプロットしてある。

いわゆる「共線因子分解」の範囲内でのパートン分布関数はある縦運動量逆数 x に分解能スケール Q2 で粒子を見出す確率密度関数により定義される。パートンの自由粒子として観測できないという固有の非摂動的性質により、パートン密度は摂動的 QCD により完全に得ることはできない。しかし、 QCD の範囲内では、パートン密度の変化を外部プローブにより提供される分解能スケールにおいて調査することができる。このスケールはたとえば仮想性 Q2 の仮想光子またはジェットにより提供される。現在の格子 QCD 計算の限界のため、既知のパートン分布関数は代わりに実験データに可観測量をフィッティングして得られている。
実験的に決定されたパートン分布関数は世界中の様々な研究グループが公開している。主な無偏極データセットには以下のようなものがある。
- ABM - S. Alekhin, J. Bluemlein, S. Moch による
- CTEQ -CTEQ コラボレーションによる
- GRV/GJR - M. Glück,  P. Jimenez-Delgado, E. Reya, A. Vogt による
- HERA PDFs - ドイツ電子シンクロトロンセンター（DESY)の H1 および ZEUS コラボレーションによる
- MRST/MSTW - A. D. Martin, R. G. Roberts, W. J. Stirling, R. S. Thorne, G. Watt による
- NNPDF - NNPDF コラボレーションによる

LHAPDF  ライブラリは主要なPDFセット全てに対応する使いやすい Fortran/C++ インターフェースを提供している。
「一般化パートン分布関数 (GPDF)」 は、パートン分布関数の変数に横運動量やパートンのスピンなどの変数を付け加えてハドロンの構造をよりよく理解しようという新しいアプローチである。古い名前として "non-forward", "non-diagonal", "skewed" パートン分布関数とも呼ばれていたことがある。これらは、終状態で全ての粒子が検知される閉鎖プロセスにより得ることができる。一般化パートン分布関数の追加変数をゼロとすること (forward limit) により通常のパートン分布関数を得ることができる。他のルールからは電気形状因子や磁気形状因子、さらにはエネルギー運動量テンソルにかかわる形状因子がGPDFに含まれていることが示される。ハドロン内部のパートンの完全3次元像もGPDFから得ることができる。

## 関連文献
- Glück, M. (1998). “Dynamical Parton Distributions Revisited”. European Physical Journal C 5 (3):  461. arXiv:hep-ph/9806404. Bibcode: 1998EPJC....5..461G. doi:10.1007/s100529800978.
- “Generalized Parton Distributions”.  National Center for Physics and Quaid-e-Azam University (2006年). 2011年4月6日閲覧。
- Ji, X. (2004). “Generalized Parton Distributions”. Annual Review of Nuclear and Particle Science 54:  413–450. Bibcode: 2004ARNPS..54..413J. doi:10.1146/annurev.nucl.54.070103.181302.  オリジナルの2010年6月25日時点におけるアーカイブ。.
- Kretzer, S. (2004). “CTEQ6 Parton Distributions with Heavy Quark Mass Effects”. Physical Review D 69 (11):  114005. arXiv:hep-ph/0307022. Bibcode: 2004PhRvD..69k4005K. doi:10.1103/PhysRevD.69.114005.
- Martin, A. D. (2005). “Parton distributions incorporating QED contributions”. European Physical Journal C 39 (2):  155–161. arXiv:hep-ph/0411040. Bibcode: 2005EPJC...39..155M. doi:10.1140/epjc/s2004-02088-7.